# David Highbaugh Smith

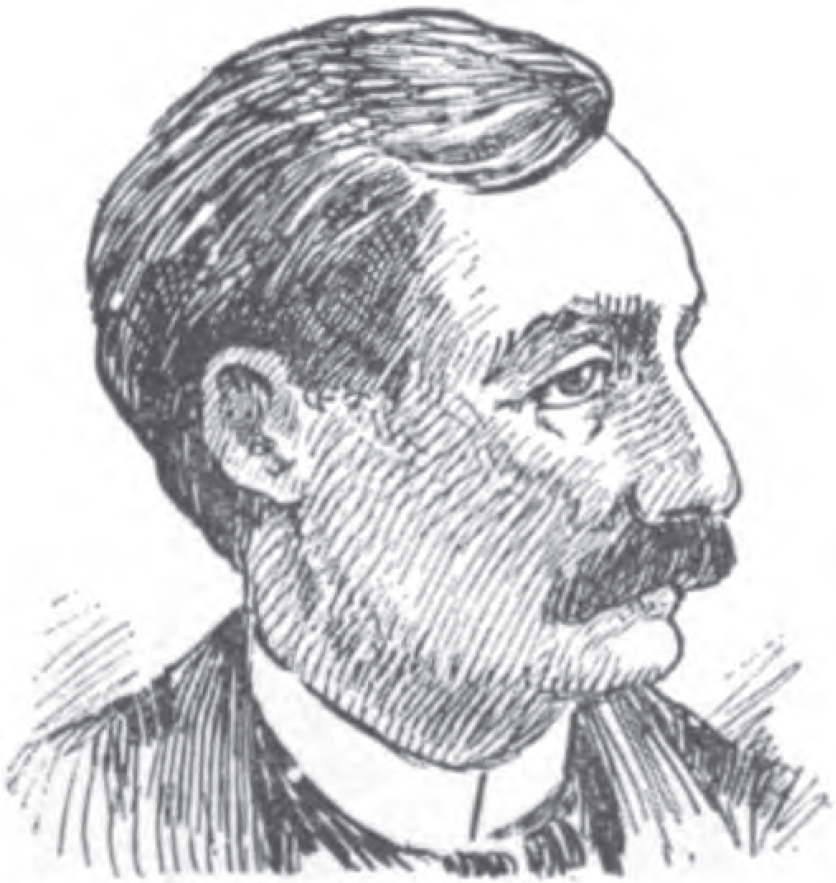
David Highbaugh Smith

David Highbaugh Smith (* 19. Dezember 1854 in Hammonville, Hart County, Kentucky; † 17. Dezember 1928 in Hodgenville, Kentucky) war ein US-amerikanischer Politiker. Zwischen 1897 und 1907 vertrat er den Bundesstaat Kentucky im US-Repräsentantenhaus.

## Werdegang
David Smith besuchte die öffentlichen Schulen seiner Heimat. Nach einem anschließenden Jurastudium und seiner 1876 erfolgten Zulassung als Rechtsanwalt begann er in Hodgenville in diesem Beruf zu arbeiten. Im Jahr 1878 wurde er außerdem Schulrat im LaRue County. In diesem Bezirk war er zwischen 1878 und 1881 als Staatsanwalt tätig. Gleichzeitig schlug er als Mitglied der Demokratischen Partei eine politische Laufbahn ein.
Von 1881 bis 1883 war Smith Abgeordneter im Repräsentantenhaus von Kentucky. Danach saß er zwischen 1885 und 1893 im Staatssenat; seit 1891 fungierte er als dessen amtierender Präsident. Bei den Kongresswahlen des Jahres 1896 wurde er im vierten Wahlbezirk von Kentucky in das US-Repräsentantenhaus in Washington, D.C. gewählt, wo er am 4. März 1897 die Nachfolge des Republikaners John W. Lewis antrat. Nach vier Wiederwahlen konnte er bis zum 3. März 1907 fünf Legislaturperioden im Kongress absolvieren. In diese Zeit fiel der Spanisch-Amerikanische Krieg. Im Jahr 1905 war Smith Leiter eines Amtsenthebungsverfahren gegen Bundesrichter Charles Swayne.
1906 verzichtete David Smith auf eine weitere Kandidatur. In den folgenden Jahren praktizierte er wieder als Anwalt. Später wurde er Präsident der Farmers’ National Bank of Hodgenville. Er starb am 17. Dezember 1928 in Hodgenville.